# Aplastus tenuiformis
Aplastus tenuiformis là một loài bọ cánh cứng trong họ Cebrionidae. Loài này được Horn miêu tả khoa học năm 1874.